# Боргофранко-суль-По
Боргофранко-суль-По, Борґофранко-суль-По (італ. Borgofranco sul Po) — муніципалітет в Італії, у регіоні Ломбардія,  провінція Мантуя.
Боргофранко-суль-По розташоване на відстані близько 370 км на північ від Рима, 165 км на схід від Мілана, 35 км на схід від Мантуї.
Населення — 782 особи (2014).

## Демографія
Населення за роками:

Станом на 31 грудня 2014 року в муніципалітеті офіційно проживало 106 іноземців з 9 країн, серед них 30 громадян країн Євросоюзу.

## Сусідні муніципалітети
- Бергантіно
- Карбонара-ді-По
- Маньякавалло
- Мелара
- Остілья
- Ревере